# Lampides celinus
Lampides celinus är en fjärilsart som beskrevs av Hans Fruhstorfer 1916. Lampides celinus ingår i släktet Lampides och familjen juvelvingar. Inga underarter finns listade i Catalogue of Life.